# Alessandra Appiano
Alessandra Appiano (Asti, 30 de mayo de 1959 – 3 de junio de 2018) fue una escritora y periodista italiana. 
Con su primera novela Amiche di salvataggio ganó el Premio Bancarella en 2003.
Appiano escribió siete novelas más, que fueron traducidas a distintos idiomas. Sus otros libros fueron Domani ti perdono (2003), Scegli me (2005), Le vie delle signore sono infinite (2006) y Le belle e le Bestie (2007), cuatro libros que describen el mundo femenino de nuestro tiempo.
Posteriormente, Appiano publicó para la editorial Garzanti dos títulos más: Il cerchio degli amori sospesi (2010), Solo un uomo (2013) y Ti meriti un amore (2017). Su último libro, editado por Cairo, volvió a contar la noticia del asesinato de Gloria Rosboch, una profesora que fue asesinada por un estudiante en Turín en 2016.
Era una columnista habitual para la revista femenina Donna Moderna. Fue galardonada en 2013 en Milán con el Ambrogino d’oro.
Mantuvo una larga relación con el periodista y escritor Nanni Delbecchi.
Appiano murió al suicidarse el 3 de junio de 2018 en Milán a los 59 años.